# Isocheles pilosus

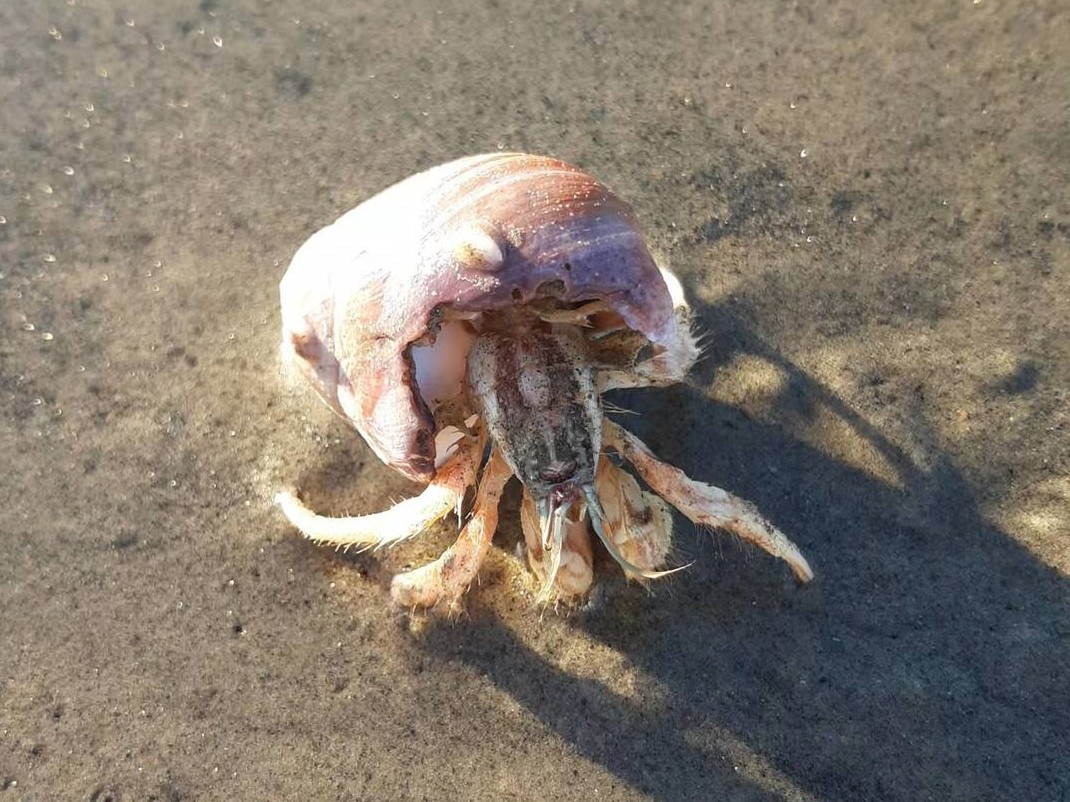

Isocheles pilosus är en kräftdjursart som först beskrevs av Edward Morell Holmes 1900.  Isocheles pilosus ingår i släktet Isocheles och familjen Diogenidae. Inga underarter finns listade i Catalogue of Life.